# Kristin Hannah
Kristin Hannah (ur. 25 września 1960 w Garden Grove) – amerykańska pisarka.

## Życiorys
Urodziła się w Kalifornii. Absolwentka Wydziału Prawa w Waszyngtonie. Jest autorką m.in. bestsellerowej powieści historycznej pt. Słowik. Zdobyła wiele nagród, m.in. Złotego Serca, Maggie i 1996 National Reader's Choice.

## Wybrane powieści
- Cudowna moc miłości (oryg. Angel Falls), tłum. Rafał Lisiński, Wydawnictwo Świat Książki 2001, ISBN 978-83-8139-412-3
- Wyprawa (oryg. The Enchantment), tłum. Monika Wyrwas-Wiśniewska, Wydawnictwo Da Capo 2002, ISBN 83-7157-515-7
- Jedyna z archipelagu (oryg. Summer Island), tłum. Halina Cieplińska, Wydawnictwo Świat Książki 2004, ISBN 978-83-8139-411-6
- Słowik (oryg. The Nightingale)
- Nocna droga (oryg. Night Road)
- Wielka samotność (oryg. The Great Alone)
- Zimowy ogród (oryg. Winter Garden)
- Magiczna chwila (oryg. Magic Hour)
- Na domowym froncie (oryg. Home Front)
- Wyśnione szczęście (oryg. Comfort and Joy)
- Prawdziwe kolory (oryg. True Colors)
- Zdarzyło się nad jeziorem Mystic (oryg. On Mystic Lake)
- Rzeczy, które czynimy z miłości (oryg. The Things We Do for Love)
- Pomiędzy siostrami (oryg. Between Sisters)
- Firefly Lane
- Powrót do domu (oryg. Home Again), tłum. Anna Zielińska, Wydawnictwo Świat Książki 2023, ISBN 978-83-8289-925-2
- Kobiety (oryg. The Women), tłum. Anna Zielińska, Wydawnictwo Świat Książki 2024, ISBN 978-83-8289-094-5